# Stazione di Yatsu (Chiba)
La stazione di Yatsu (Chiba) (谷津駅?, Yatsu (Chiba)-eki) è una stazione ferroviaria della città di Narashino, nella prefettura di Chiba, in Giappone servente la linea principale Keisei delle ferrovie Keisei.

## Linee
Ferrovie Keisei
● Linea principale Keisei

## Struttura
La stazione è dotata di due binari passanti in superficie con un marciapiede centrale collegato al fabbricato viaggiatori sovrastante, denominato "Yatsu Square" da scale fisse, mobili e ascensori.
| 1 | ■ Linea principale Keisei | per Funabashi, Nippori, Keisei Ueno per Oshiage, linea Asakusa e linea Keikyū principale |
| 2 | ■ Linea principale Keisei | per Tsudanuma, Narita Aeroporto e Keisei-Chiba                                           |

## Stazioni adiacenti
| «                                 | Servizio                | »                       |
| Linea Keisei principale           | Linea Keisei principale | Linea Keisei principale |
| --------------------------------- | ----------------------- | ----------------------- |
| Funabashi-Keibajō                 | Locale                  | Keisei Tsudanuma        |
| Tutti gli altri treni non fermano |                         |                         |